# Слопець
Слопець (пол. Słopiec) — село в Польщі, у гміні Далешиці Келецького повіту Свентокшиського воєводства.
Населення — 734 особи (2011).
У 1975-1998 роках село належало до Келецького воєводства.

## Демографія
Демографічна структура на день 31 березня 2011 року:
|          | Загалом | Допрацездатний вік | Працездатний вік | Постпрацездатний вік |
| -------- | ------- | ------------------ | ---------------- | -------------------- |
| Чоловіки | 366     | 88                 | 251              | 27                   |
| Жінки    | 368     | 90                 | 220              | 58                   |
| Разом    | 734     | 178                | 471              | 85                   |